# Anna Jesipova
Anna Nikolajevna Jesipova (ryska: Анна Николаевна Есипова), född 12 februari (gamla stilen: 31 januari) 1851 i Sankt Petersburg, död där 18 augusti (gamla stilen: 5 augusti) 1914, var en rysk pianist. 
Jesipova var lärjunge till Theodor Leschetizky vid Sankt Petersburgs musikkonservatorium. År 1878 överflyttade de båda till Wien och 1880–92 var de gifta med varandra. Hon väckte uppseende först i Ryssland, sedermera i bland annat London, Paris och USA. I Sverige gav hon konserter 1881 och 1892.